# 1995-1996シーズンのNBA
1995-1996シーズンのNBAは、NBAの50回目のシーズンである。

## シーズン前

### ドラフト
ドラフトではジョー・スミスがゴールデンステート・ウォリアーズから全体1位指名を受けている。他には、アントニオ・マクダイス(2位)、ジェリー・スタックハウス(3位)、ラシード・ウォーレス(4位)、ケビン・ガーネット(5位)、ブライアント・リーブス(6位)、デイモン・スタウダマイアー(7位)、カート・トーマス(10位)、ゲイリー・トレント(11位)、チェロキー・パークス(12位)、コーリス・ウィリアムソン(13位)、エリック・ウィリアムス(14位)、ブレント・バリー(15位)、アラン・ヘンダーソン(16位)、ボブ・スーラ(17位)、セオ・ラトリフ(18位)、ジェイソン・キャフィー(20位)、マイケル・フィンリー(21位)、トラビス・ベスト(23位)、グレッグ・オスタータグ(28位)、コーリー・アレクサンダー(29位)、アンドリュー・デクラーク(34位)、エリック・スノウ(43位)、タイアス・エドニー(47位)、フレッド・ホイバーグ(52位)、クリス・カー(56位)、ドン・リード(58位)らが指名を受けている。ドラフト外選手にはジョン・アメイチ、リック・ブランソン、マット・マロニー、ケビン・オーリーらがいる。
全体5位指名でミネソタ・ティンバーウルブズに入団したケビン・ガーネットは、その後のNBA全体の流れに大きな影響を与えた選手となった。まず彼はNBAにとっては20年ぶりとなる、大学に進学せずに高校から直接NBA入りを果たした選手となった。以後、ドラフトにアーリーエントリーする高卒選手が急増し、各チームは将来を嘱望される選手を大学でのプレイを待たずして手に入れることができるようになったが、一方でリーグの低年齢化が問題視されるようになり、2005年にはドラフトの年齢制限が18歳から19歳に引き上げられることが決まった。またガーネットが1997年に結んだ巨額契約は当時のサラリーの高騰に拍車を掛け、1998年に発生するロックアウトの一因にもなった。
オールスターにはA・マクダイス、J・スタックハウス、R・ウォーレス、K・ガーネット、T・ラトリフ、M・フィンリーの6人が選出されている。
　詳細は1995年のNBAドラフトを参照

### カナダ進出
更なる海外進出を狙うNBAは、カナダに本拠地を置くバンクーバー・グリズリーズとトロント・ラプターズが新たに加盟し、リーグは27チームから29チームに拡大した。NBAのカナダ進出は、実にNBAの前身であるBAA創設時に存在したトロント・ハスキーズ以来のことである。しかしバンクーバーでの興行は振るわず、2001年にグリズリーズはテネシー州メンフィスに本拠地を移転している。

### ロックアウト危機
前季のオフに起こった「バック・ウィリアムス事件」の尾を引く球団オーナーと選手会の新労使協定締結はシーズンが終わっても解決を見ず、このオフも両者の交渉と対立は続いた。リーグは7月1日に選手会に対して、新協定の合意が無ければロックアウトを実施するという最終宣告を通知。そして実際に幾つかの業務を停止させている。事実上NBA初のロックアウト突入という事態にパトリック・ユーイングを始めとする有志の選手が問題解決に動き、ラグジュアリー・タックス（贅沢税）の引き下げや、ラリー・バード例外条項の復活などのリーグからの譲歩を引き出した。9月には新協定合意の是非を問うNBA全選手による無記名投票が行われ、この時は226選手中134の反対で否決されたが、後日選手代表25名のみで再投票が行われ、23名が賛成に投票。9月15日に行われた球団オーナー24人の投票でも19人が賛成に投じ、ようやく新協定締結が決まり、新シーズンが始まる前にロックアウトも無事解除された。協定の主な内容は以下の通り。
- ラリー・バード例外条項の復活。
- ルーキー・サラリーキャップの確立。これが上記のケビン・ガーネットの高額契約に繋がる。
- サラリーキャップの上限をリーグ全体の収益48.04%とする。

なお、この時指導力を発揮したユーイングは、後に選手会の会長に就任する。またこのオフではNBA公式審判員達に対するロックアウトも起きており、彼らは12月になってようやく職場復帰した。

## シーズン

### オールスター
- 開催地：サンアントニオ
- オールスターゲーム　イースト 129－118 ウエスト
- MVP：マイケル・ジョーダン　（シカゴ・ブルズ）
- スラムダンクコンテスト優勝：ブレント・バリー　（ロサンゼルス・クリッパーズ）
- スリーポイント・シュートアウト：ティム・レグラー　（ワシントン・ブレッツ）

※ブレント・バリーはスラムダンクコンテスト史上初の白人優勝者となった。

### イースタン・カンファレンス
| Team                     | W  | L  | PCT. | GB |
| ------------------------ | -- | -- | ---- | -- |
| オーランド・マジック     | 60 | 22 | .732 | -  |
| ニューヨーク・ニックス   | 47 | 35 | .573 | 13 |
| マイアミ・ヒート         | 42 | 40 | .512 | 18 |
| ワシントン・ブレッツ     | 39 | 43 | .476 | 21 |
| ボストン・セルティックス | 33 | 49 | .402 | 27 |
| ニュージャージー・ネッツ | 30 | 52 | .366 | 30 |
| フィラデルフィア・76ers  | 18 | 64 | .220 | 42 |

| Team                           | W  | L  | PCT. | GB |
| ------------------------------ | -- | -- | ---- | -- |
| シカゴ・ブルズ                 | 72 | 10 | .878 | -  |
| インディアナ・ペイサーズ       | 52 | 30 | .634 | 20 |
| クリーブランド・キャバリアーズ | 47 | 35 | .573 | 25 |
| アトランタ・ホークス           | 46 | 36 | .561 | 26 |
| デトロイト・ピストンズ         | 46 | 36 | .561 | 26 |
| シャーロット・ホーネッツ       | 41 | 41 | .500 | 31 |
| ミルウォーキー・バックス       | 25 | 57 | .305 | 47 |
| トロント・ラプターズ           | 21 | 61 | .256 | 51 |

### ウエスタン・カンファレンス
| Team                         | W  | L  | PCT. | GB |
| ---------------------------- | -- | -- | ---- | -- |
| サンアントニオ・スパーズ     | 59 | 23 | .720 | -  |
| ユタ・ジャズ                 | 55 | 27 | .671 | 4  |
| ヒューストン・ロケッツ       | 48 | 34 | .585 | 11 |
| デンバー・ナゲッツ           | 35 | 47 | .427 | 24 |
| ダラス・マーベリックス       | 26 | 56 | .317 | 33 |
| ミネソタ・ティンバーウルブズ | 26 | 56 | .317 | 33 |
| バンクーバー・グリズリーズ   | 15 | 67 | .183 | 44 |

| Team                               | W  | L  | PCT. | GB |
| ---------------------------------- | -- | -- | ---- | -- |
| シアトル・スーパーソニックス       | 64 | 18 | .780 | -  |
| ロサンゼルス・レイカーズ           | 53 | 29 | .646 | 11 |
| ポートランド・トレイルブレイザーズ | 44 | 38 | .537 | 20 |
| フェニックス・サンズ               | 41 | 41 | .500 | 23 |
| サクラメント・キングス             | 39 | 43 | .476 | 25 |
| ゴールデンステート・ウォリアーズ   | 36 | 46 | .439 | 28 |
| ロサンゼルス・クリッパーズ         | 29 | 53 | .354 | 35 |

### スタッツリーダー
| 部門       | 選手                             | チーム                       | AVG  |
| ---------- | -------------------------------- | ---------------------------- | ---- |
| 得点       | マイケル・ジョーダン             | シカゴ・ブルズ               | 30.4 |
| リバウンド | デニス・ロッドマン               | シカゴ・ブルズ               | 14.9 |
| アシスト   | ジョン・ストックトン             | ユタ・ジャズ                 | 11.2 |
| スティール | ゲイリー・ペイトン               | シアトル・スーパーソニックス | 2.9  |
| ブロック   | ディケンベ・ムトンボ             | デンバー・ナゲッツ           | 4.5  |
| FG%        | ゲオルゲ・ムレシャン             | ワシントン・ブレッツ         | 58.4 |
| FT%        | マクムード・アブドゥル＝ラウーフ | デンバー・ナゲッツ           | 93.0 |
| 3FG%       | ティム・レグラー                 | ワシントン・ブレッツ         | 52.2 |

### 各賞
- 最優秀選手: マイケル・ジョーダン, シカゴ・ブルズ
- ルーキー・オブ・ザ・イヤー：デイモン・スタウダマイアー, トロント・ラプターズ
- 最優秀守備選手賞: ゲイリー・ペイトン, シアトル・スーパーソニックス
- シックスマン賞: トニー・クーコッチ, シカゴ・ブルズ
- MIP: ゲオルゲ・ムレシャン, ワシントン・ブレッツ
- 最優秀コーチ賞: フィル・ジャクソン, シカゴ・ブルズ
- All-NBA First Team:
  - F - カール・マローン, ユタ・ジャズ
  - F - スコッティ・ピッペン, シカゴ・ブルズ
  - C - デビッド・ロビンソン, サンアントニオ・スパーズ
  - G - マイケル・ジョーダン, シカゴ・ブルズ
  - G - アンファニー・ハーダウェイ, オーランド・マジック
- All-NBA Second Team:
  - F - ショーン・ケンプ, シアトル・スーパーソニックス
  - F - グラント・ヒル, デトロイト・ピストンズ
  - C - アキーム・オラジュワン, ヒューストン・ロケッツ
  - G - ゲイリー・ペイトン, シアトル・スーパーソニックス
  - G - ジョン・ストックトン, ユタ・ジャズ
- All-NBA Third Team:
  - F - チャールズ・バークレー, フェニックス・サンズ
  - F - ジュワン・ハワード, ワシントン・ブレッツ
  - C - シャキール・オニール, オーランド・マジック
  - G - ミッチ・リッチモンド, サクラメント・キングス
  - G - レジー・ミラー, インディアナ・ペイサーズ
- NBA All-Defensive First Team:
  - F - デニス・ロッドマン, シカゴ・ブルズ
  - F - スコッティ・ピッペン, シカゴ・ブルズ
  - C - デビッド・ロビンソン, サンアントニオ・スパーズ
  - G - マイケル・ジョーダン, シカゴ・ブルズ
  - G - ゲイリー・ペイトン, シアトル・スーパーソニックス
- NBA All-Defensive Second Team:
  - F - ホーレス・グラント, オーランド・マジック
  - F - デリック・マッキー, インディアナ・ペイサーズ
  - C - アキーム・オラジュワン, ヒューストン・ロケッツ
  - G - ボビー・フィリス, クリーブランド・キャバリアーズ
  - G - ムーキー・ブレイロック, アトランタオ・ホークス
- All-NBA Rookie First Team:
  - デイモン・スタウダマイアー, トロント・ラプターズ
  - ジョー・スミス, ゴールデンステート・ウォリアーズ
  - ジェリー・スタックハウス, フィラデルフィア・76ers
  - アントニオ・マクダイス, デンバー・ナゲッツ
  - アルヴィーダス・サボニス, ポートランド・トレイルブレイザーズ
  - マイケル・フィンリー, フェニックス・サンズ
- All-NBA Rookie Second Team:
  - ラシード・ウォーレス, ワシントン・ブレッツ
  - ケビン・ガーネット, ミネソタ・ティンバーウルブズ
  - ブライアント・リーヴス, バンクーバー・グリズリーズ
  - ブレント・バリー, ロサンゼルス・クリッパーズ
  - タイアス・エドニー, サクラメント・キングス

### 72-10
前季約18ヶ月ぶりにNBAに復帰したマイケル・ジョーダンにとって、プレーオフ・カンファレンス準決勝での敗退は、ブランクの重さと時代の流れを痛感させられた出来事だった。ジョーダンは試合終盤の重要な場面で、かつては何度も決めたクラッチシュートを尽く外し、若いオーランド・マジックに完敗を喫してしまったのである。ジョーダンはシーズン平均26.9得点をあげるなど復帰直後からリーグトップクラスの数字を叩き出していたが、すでに32歳。1年半のブランクと年齢という壁には、さしものジョーダンでも容易く越えられるものではなかった。
しかしジョーダンは大変な負けず嫌いだった。このオフ、ジョーダンはかつてない程の猛練習をしたという。そしてメジャーリーグ用に慣らしていた肉体をバスケット用の、トップの座を取り戻すための肉体に作り変えることに成功。またNBAでの感覚を取り戻すために、プライベートではチームメイトのスコッティ・ピッペンや、レジー・ミラー、シャキール・オニールらという非常に豪華な選手を練習相手として呼び寄せた。
ジョーダンが黙々とトレーニングに励む中、シカゴ・ブルズも3年ぶりの王座奪還に向けて大胆な人事を行った。劇薬デニス・ロッドマンに手を出してしまったのである。デトロイト・ピストンズ時代はリーグ最高のディフェンダーとして活躍したが、"バッドボーイズ"解体後に移籍したサンアントニオ・スパーズでは彼の破天荒な性格が災いしてチーム内で浮いた存在となり、いつしか厄介者と見られるようになっていた。そしてこのオフに、ウィル・パデューとの交換、ほとんど無償と言えるトレード内容で、ブルズにやってきたのである。ロッドマンと言えばその性格以前に、ブルズにとっては80年代に散々苦しめられた"バッドボーイズ"の一員である。ピッペンなどはロッドマンに罵られた上にコート外に突き飛ばされ、顎を縫う怪我まで負わされている。果たしてこのロッドマンがブルズで機能するのか、大きな注目が集まった（なお、このシーズンのブルズにはロッドマン、ジョン・サリー、ジェームス・エドワーズの元"バッドボイーズ"3選手が所属していた）。
ジョーダンがこのオフに積んだハードトレーニングの成果は、開幕戦から発揮された。この日ジョーダンはシャーロット・ホーネッツに対し42得点を記録。このジョーダンの活躍がその後に続く快進撃の狼煙となった。ブルズは序盤を10勝2敗の好スタートを切ると、11月末からは並み居る敵たちを蹴散らし、約2ヶ月を31勝1敗と猛烈な勢いで勝ち続けた。
懸案だったロッドマンは審判に頭突きをして6試合の出場停止処分を受けたところは相変わらずだったが、フィル・ジャクソンHCに対しては敬意を払うようになり、そして難解なトライアングル・オフェンスもすぐに理解し、彼のリバウンド力とディフェンス力はチームに大きな貢献を果たした。またジョーダン不在のブルズをエースとして支えていたスコッティ・ピッペンは、スリーピート時代よりもさらに一皮向けており、ジョーダンにも「ブルズはピッペンのチーム」と言わしめるほど高いリーダーシップを発揮した。そしてジョーダンはリーグ最高の選手としての姿を取り戻したが、しかし彼のプレイスタイルにはスリーピート時代と比べて変化が見られ、恵まれた身体能力を活かした強烈なスラムダンカーから、フェイダウェイジャンプショットなどを駆使する技巧的なジャンプシューターに生まれ変わっていた。ジョーダン、ピッペン、ロッドマンのトリオは実力も話題性もNBA史上屈指であるビッグスリーとなり、リーグを席巻した。
ブルズはサポーティングキャストも充実していた。スリーピート時代を支えたホーレス・グラント、ビル・カートライト、ジョン・パクソン、B.J.アームストロングはすでに去り、ジョーダンとピッペン以外のメンバーは様変わりしていた。多彩な才能を持ったオールラウンドプレイヤーでクロアチア出身のトニー・クーコッチはこのシーズンのシックスマン賞に選ばれ、またスティーブ・カーはパクソン、アームストロングに代わる3Pシューターとしてこのシーズンは3Pシュート成功率51.5%という高い数字を記録し、リーグ全体でも2位の成績だった。クリーブランド・キャバリアーズ時代はブルズに散々に煮え湯を飲まされてきたロン・ハーパーは前季よりブルズに移籍し、優れたディフェンダーとしてジョーダンと共にブルズのペリメーターを守り、センターのルーク・ロングリーはスクリーナーとして主力選手たちを助けた。
ブルズは2月にこのシーズン唯一の連敗を喫するも、その後も勢いは止まることを知らず、4月14日のキャバリアーズ戦ではついに当時のNBA記録である、ロサンゼルス・レイカーズが1971-72シーズンに記録した69勝に並んだ。そして2日後のミルウォーキー・バックス戦では、NBA史上初となる70勝に到達。その後もさらに2勝を上積みし、ブルズがこのシーズンに積み上げた勝ち星は72までに上った。72勝10敗はもちろんNBA新記録である。
ジョーダンは30.4得点を記録し、見事に8度目の得点王に返り咲き、ウィルト・チェンバレンの持つ7回の得点王記録を更新した。オールNBA1stチーム、オールディフェンシブ1stチームにも選出され、そして72勝という空前絶後の勝ち星をあげたチームのエースとして、自身4度目となるMVPも獲得した。またピッペンもオールNBA1stチーム、ディフェンシブ1stチームに選べれ、さらにロッドマンも5年連続のリバウンド王とディフェンシブ1stチームに名を連ねたことから、ブルズには当時リーグ最高峰のディフェンダーが3人も在籍していることになった。ブルズのこのシーズンの平均失点は92.9得点でリーグ3位、平均得点は105.2得点でリーグ1位だった。またジョーダンはオールスターMVP、フィル・ジャクソンは最優秀コーチ賞、ジェリー・クロウゼ球団社長はエグゼクティブ・オブ・ザ・イヤーにそれぞれ選ばれ、このシーズンのNBAは正にブルズ一色のシーズンとなった。

### シーズン概要
- ジョーダンの復活が話題を集める中、エイズで引退に追い込まれたマジック・ジョンソンもこのシーズン中の1月30日に古巣ロサンゼルス・レイカーズで現役復帰を果たしている。ジョンソンはポイントガードではなくパワーフォワードとしてプレイし、セドリック・セバロスやニック・バン・エクセルら若い主力選手を支え、チームもジョンソンの復帰以降上昇気流に乗り、このシーズンは53勝の好成績を記録した。しかしプレイ中での接触による感染を恐れる声が選手の間で挙がったこともあり、ジョンソンの復帰への挑戦は僅か1シーズンで終わった。
- ディフェンディングチャンピオンのヒューストン・ロケッツは、前季より1勝を上積みした48勝を記録。前季はこの数字から優勝を果たしたが、このシーズンのプレーオフはカンファレンス準決勝で敗退となった。そのロケッツにファイナルで敗れたオーランド・マジックは、シャキール・オニールが28試合を欠場するも、アンファニー・ハーダウェイの活躍で前季を上回る60勝を記録。ハーダウェイはシーズン終了後に巨額契約を結ぶが、これがオニールの嫉妬を買い、オニールはレイカーズに移籍してしまう。
- ゲイリー・ペイトン、ショーン・ケンプ率いるシアトル・スーパーソニックスはチーム記録となる64勝を記録。
- オフにパット・ライリーからドン・ネルソンにヘッドコーチが代わったニューヨーク・ニックスは、シーズン中盤から負けが混み始め、ネルソンはコーチを解任され、後任にはジェフ・バンガンディが就任した。
- パット・ライリーはマイアミ・ヒートの球団社長兼ヘッドコーチに就任。就任一年目からアロンゾ・モーニングとティム・ハーダウェイを獲得するという辣腕を発揮し、チームも2シーズンぶりにプレーオフに復帰した。グレン・ライスとの交換でモーニングを失ったシャーロット・ホーネッツは勝率を落とし、プレーオフ進出も逃した。
- ブラッド・ドーアティ、ラリー・ナンス、マーク・プライスら主力トリオが次々と引退、移籍したクリーブランド・キャバリアーズは、テレル・ブランドン、クリス・ミルズらが主力を担い、このシーズンは47勝を記録した。
- デトロイト・ピストンズはグラント・ヒル、アラン・ヒューストンの活躍で4シーズンぶりにプレーオフに復帰。ブルズ旋風が吹き荒れる中、ヒルはマイケル・ジョーダンを抑えてこの年もオールスターファン投票1位を獲得した。
- 泥沼の低迷期が続くサクラメント・キングスは1991年に獲得したミッチ・リッチモンド、3年目のブライアン・グラントらの活躍で10年ぶりにプレーオフ進出を果たした。しかし翌シーズンからはまたプレーオフ不出場が続く。
- 1986年のNBAドラフトで指名されたアルヴィーダス・サボニスが1991年のソビエト連邦の崩壊を経てようやくポートランド・トレイルブレイザーズに合流。
- 開幕から不振に陥ったフェニックス・サンズはシーズン途中にポール・ウェストファルをヘッドコーチから解任し、コットン・フィッツシモンズを呼び戻したが、翌シーズンにはチャールズ・バークレーがチームを去ってしまう。
- アトランタ・ホークスのレニー・ウィルケンズHCはコーチ通算1000勝目を記録。
- ユタ・ジャズ所属のジョン・ストックトンはキャリア通算スティール数でNBA歴代トップとなった。また9回目のアシスト王に輝き、ボブ・クージーの持つ8回を更新。
- ロケッツ所属のアキーム・オラジュワンはシーズン最終戦でカリーム・アブドゥル＝ジャバーの持つキャリア通算ブロック数を更新して歴代トップとなった。
- ホーネッツ所属のロバート・パリッシュはプロ20年目を迎え、NBAで20年以上プレイした史上2人目の選手となった（一人目はジャバー）。
- チームの平均得点が1957-58シーズン以来、100点を下回った。デトロイト・ピストンズの連覇以来、シカゴ・ブルズ、ヒューストン・ロケッツとディフェンスに優れたチームが優勝を果たしており、リーグはディフェンシブなチーム造りが主流となっていく。

## プレーオフ・ファイナル
|  | ファースト ラウンド        | ファースト ラウンド  | ファースト ラウンド |   |                    | カンファレンス セミファイナル | カンファレンス セミファイナル | カンファレンス セミファイナル |  |   | カンファレンス ファイナル | カンファレンス ファイナル | カンファレンス ファイナル |  |    | NBAファイナル | NBAファイナル | NBAファイナル |
|  |                            |                      |                     |   |                    |                               |                               |                               |  |   |                           |                           |                           |  |    |               |               |               |
|  | 1                          | ブルズ               | 3                   |   |                    |                               |                               |                               |  |   |                           |                           |                           |  |    |               |               |               |
|  | 8                          | ヒート               | 0                   |   |                    |                               |                               |                               |  |   |                           |                           |                           |  |    |               |               |               |
|  | 8                          | ヒート               | 0                   |   | 1                  | ブルズ                        | 4                             |                               |  |   |                           |                           |                           |  |    |               |               |               |
|  |                            |                      |                     |   | 1                  | ブルズ                        | 4                             |                               |  |   |                           |                           |                           |  |    |               |               |               |
|  |                            | 5                    | ニックス            | 1 |                    |                               |                               |                               |  |   |                           |                           |                           |  |    |               |               |               |
|  | 4                          | 5                    | ニックス            | 1 | キャバリアーズ     | 0                             |                               |                               |  |   |                           |                           |                           |  |    |               |               |               |
|  | 4                          |                      |                     |   | キャバリアーズ     | 0                             |                               |                               |  |   |                           |                           |                           |  |    |               |               |               |
|  | 5                          | ニックス             | 3                   |   |                    |                               |                               |                               |  |   |                           |                           |                           |  |    |               |               |               |
|  | 5                          | ニックス             | 3                   |   |                    |                               |                               |                               |  | 1 | ブルズ                    | 4                         |                           |  |    |               |               |               |
|  | イースタン・カンファレンス |                      |                     |   |                    |                               |                               |                               |  | 1 | ブルズ                    | 4                         |                           |  |    |               |               |               |
|  |                            | 2                    | マジック            | 0 |                    |                               |                               |                               |  |   |                           |                           |                           |  |    |               |               |               |
|  | 3                          | 2                    | マジック            | 0 | ペイサーズ         | 2                             |                               |                               |  |   |                           |                           |                           |  |    |               |               |               |
|  | 3                          |                      |                     |   | ペイサーズ         | 2                             |                               |                               |  |   |                           |                           |                           |  |    |               |               |               |
|  | 6                          | ホークス             | 3                   |   |                    |                               |                               |                               |  |   |                           |                           |                           |  |    |               |               |               |
|  | 6                          | ホークス             | 3                   |   | 6                  | ホークス                      | 1                             |                               |  |   |                           |                           |                           |  |    |               |               |               |
|  |                            |                      |                     |   | 6                  | ホークス                      | 1                             |                               |  |   |                           |                           |                           |  |    |               |               |               |
|  |                            | 2                    | マジック            | 4 |                    |                               |                               |                               |  |   |                           |                           |                           |  |    |               |               |               |
|  | 2                          | 2                    | マジック            | 4 | マジック           | 3                             |                               |                               |  |   |                           |                           |                           |  |    |               |               |               |
|  | 2                          |                      |                     |   | マジック           | 3                             |                               |                               |  |   |                           |                           |                           |  |    |               |               |               |
|  | 7                          | ピストンズ           | 0                   |   |                    |                               |                               |                               |  |   |                           |                           |                           |  |    |               |               |               |
|  | 7                          | ピストンズ           | 0                   |   |                    |                               |                               |                               |  |   |                           |                           |                           |  | E1 | ブルズ        | 4             |               |
|  |                            |                      |                     |   |                    |                               |                               |                               |  |   |                           |                           |                           |  | E1 | ブルズ        | 4             |               |
|  |                            | W1                   | スーパーソニックス  | 2 |                    |                               |                               |                               |  |   |                           |                           |                           |  |    |               |               |               |
|  | 1                          | W1                   | スーパーソニックス  | 2 | スーパーソニックス | 3                             |                               |                               |  |   |                           |                           |                           |  |    |               |               |               |
|  | 1                          |                      |                     |   | スーパーソニックス | 3                             |                               |                               |  |   |                           |                           |                           |  |    |               |               |               |
|  | 8                          | キングス             | 1                   |   |                    |                               |                               |                               |  |   |                           |                           |                           |  |    |               |               |               |
|  | 8                          | キングス             | 1                   |   | 1                  | スーパーソニックス            | 4                             |                               |  |   |                           |                           |                           |  |    |               |               |               |
|  |                            |                      |                     |   | 1                  | スーパーソニックス            | 4                             |                               |  |   |                           |                           |                           |  |    |               |               |               |
|  |                            | 5                    | ロケッツ            | 0 |                    |                               |                               |                               |  |   |                           |                           |                           |  |    |               |               |               |
|  | 4                          | 5                    | ロケッツ            | 0 | レイカーズ         | 1                             |                               |                               |  |   |                           |                           |                           |  |    |               |               |               |
|  | 4                          |                      |                     |   | レイカーズ         | 1                             |                               |                               |  |   |                           |                           |                           |  |    |               |               |               |
|  | 5                          | ロケッツ             | 3                   |   |                    |                               |                               |                               |  |   |                           |                           |                           |  |    |               |               |               |
|  | 5                          | ロケッツ             | 3                   |   |                    |                               |                               |                               |  | 1 | スーパーソニックス        | 4                         |                           |  |    |               |               |               |
|  | ウェスタン・カンファレンス |                      |                     |   |                    |                               |                               |                               |  | 1 | スーパーソニックス        | 4                         |                           |  |    |               |               |               |
|  |                            | 3                    | ジャズ              | 3 |                    |                               |                               |                               |  |   |                           |                           |                           |  |    |               |               |               |
|  | 3                          | 3                    | ジャズ              | 3 | ジャズ             | 3                             |                               |                               |  |   |                           |                           |                           |  |    |               |               |               |
|  | 3                          |                      |                     |   | ジャズ             | 3                             |                               |                               |  |   |                           |                           |                           |  |    |               |               |               |
|  | 6                          | トレイルブレイザーズ | 2                   |   |                    |                               |                               |                               |  |   |                           |                           |                           |  |    |               |               |               |
|  | 6                          | トレイルブレイザーズ | 2                   |   | 3                  | ジャズ                        | 4                             |                               |  |   |                           |                           |                           |  |    |               |               |               |
|  |                            |                      |                     |   | 3                  | ジャズ                        | 4                             |                               |  |   |                           |                           |                           |  |    |               |               |               |
|  |                            | 2                    | スパーズ            | 2 |                    |                               |                               |                               |  |   |                           |                           |                           |  |    |               |               |               |
|  | 2                          | 2                    | スパーズ            | 2 | スパーズ           | 3                             |                               |                               |  |   |                           |                           |                           |  |    |               |               |               |
|  | 2                          |                      |                     |   | スパーズ           | 3                             |                               |                               |  |   |                           |                           |                           |  |    |               |               |               |
|  | 7                          | サンズ               | 1                   |   |                    |                               |                               |                               |  |   |                           |                           |                           |  |    |               |               |               |

### 後期ブルズ王朝へ
数字上NBA史上最強のチームとなったシカゴ・ブルズを止められるチームは、プレーオフに入っても現れなかった。ブルズを最も苦しめたのはこの年もやはりパトリック・ユーイング率いるニューヨーク・ニックスだったが、彼らでさえもブルズから1勝を奪うのがやっとだった。貴重なシックスマンだったトニー・クーコッチを怪我で失うアクシデントに見舞われたものの、1回戦でマイアミ・ヒートをスイープで降し、カンファレンス準決勝でニックスを4勝1敗で退けたブルズは、カンファレンス決勝でオーランド・マジックと対決。前季のプレーオフでは復帰したてのジョーダンが若いマジックの選手に翻弄されたため、ジョーダンが敗因となって敗れたが、そのマジックもこの年のブルズの敵ではなかった。ブルズはマジックを4戦4勝のスイープで降し、3シーズンぶりのファイナルへと駆け上がった。
この年のブルズはリーグ最年長のチームだったが、無類の強さを誇ったブルズにファイナルで挑むのは、若い2人の選手が主力を担うチームだった。1979年の優勝チームであるシアトル・スーパーソニックスは、1980年代をプレーオフ当落線上を行き来する中堅チームとして過ごした。そのソニックスが再び優勝戦線に名乗りをあげることになったのは、1989年から2年連続でソニックスに入団したショーン・ケンプとゲイリー・ペイトンの活躍にある。ペイトンは攻守に優れたリーグ屈指のポイントガードとなり、マイケル・ジョーダンが1度目の引退をして以降、「世界最高のバスケットボールプレイヤー」との評価を受ける時期もあった。ケンプは強烈なスラムダンカーで知られ、ペイトンのアシストを受けて敵ゴールに雨の如くダンクを降らせることから、"レインマン"の異名をとった。このシーズン、ペイトンは27歳、ケンプは26歳。ソニックスはマジックのシャキール・オニール、アンファニー・ハーダウェイ同様、ジョーダン不在の間にリーグで台頭を見せた新世代が中心のチームだった。
もっとも純粋に若いチームだったマジックに対し、ソニックスは若い2人をサポートできる優秀なベテラン選手が揃っていた。優れたオールラウンドプレイヤーだった西ドイツ出身のデトレフ・シュレンプ、ファイナル出場経験を持つサム・パーキンスらである。ソニックスはジョージ・カールをヘッドコーチに迎え入れた1992-93シーズンには55勝、翌1993-94シーズンには当時のフランチャイズ記録となる63勝を記録する、リーグ屈指の強豪チームとなった。しかし彼らはプレーオフで醜態を晒す。63勝を記録した1993年は第1シードとしてプレーオフに突入したが、1回戦で第8シードのデンバー・ナゲッツに史上最大級のアップセットを果たされ、翌シーズンも57勝を記録しながらもロサンゼルス・レイカーズに1回戦で敗れている。失意の2シーズンを送ったソニックスは、オフにケンドール・ギルを放出し、シューターのハーシー・ホーキンスを獲得して新シーズンに臨んだ。
そしてソニックスはこのシーズン、フランチャイズ記録を再び更新する64勝を記録。1回戦を危なげなく勝ち上がり、カンファレンス準決勝では前季チャンピオンのヒューストン・ロケッツをスイープで降した。カンファレンス決勝ではジョン・ストックトン、カール・マローンとの新旧PG&PF対決を4勝3敗で制し、ついに念願のファイナル進出を果たした。

#### 第1戦
史上最強のチーム相手にソニックスの苦戦は必至と思われたが、ソニックスは善戦し、第4Qに入った時点で2点ビハインドの位置に付けていた。しかしここからブルズのディフェンスがソニックスを苦しめ、第4QのソニックスのオフェンスはFG5/18、6ターンオーバーという内容だった。さらにここからトニー・クーコッチの猛襲が始まる。プレーオフ期間中に負った怪我でここまで思うような活躍が出来なかったこのシーズンのベスト・シックスマンは、一人で連続9得点を記録。ショーン・ケンプのファウルを貰い、珍しい4点プレイも決めた。クーコッチの活躍で一気にソニックを突き放したブルズは、107-90で完勝。マイケル・ジョーダンは28得点、スコッティ・ピッペンは21得点、クーコッチが18得点、ロン・ハーパーは15得点を記録。一方のソニックスはショーン・ケンプが32得点を記録するも、ゲイリー・ペイトンは13得点に抑え込まれた。
| Team               | 1  | 2  | 3  | 4  | Tot. |
| ------------------ | -- | -- | -- | -- | ---- |
| スーパーソニックス | 18 | 30 | 29 | 13 | 90   |
| ブルズ             | 24 | 29 | 26 | 28 | 107  |

#### 第2戦
第2戦もソニックスは善戦し、第3Q残り2分28秒にはペイトンのシュートでその差2点まで追い付いた。しかしここからデニス・ロッドマンのリバウンドとハッスレプレーがソニックスに傾き掛けていた流れを引き戻すと、第4Qに入るとまたもやクーコッチに火が点き、ブルズの10-1の連続得点のうち6得点をあげる活躍を見せ、ソニックスを一気に突き放した。それでもソニックスは粘りを見せ、残り9秒には3点差にまで追いつく。3Pシュートが決まれば同点となるこの重要な場面で、ブルズの命運はピッペンの2本のフリースローに託されたが、ピッペンは2本ともミス。しかし2本目のミスショットをロッドマンがヘルドボールの末に見事に確保し、再びフリースロー2本が与えられた。ロッドマンのこのシーズンのフリースロー成功率は52.8%だったが、ロッドマンは数字どおり2本のうち1本を決め、これが決勝点となって92-88でブルズが2連勝を飾った。
ブルズはジョーダンが29得点8アシスト、ピッペンが21得点。ロッドマンが記録した20リバウンド（内オフェンスリバウンド11本）はファイナルタイ記録となった。ソニックスはケンプが29得点13リバウンド4ブロックと奮闘した。
| Team               | 1  | 2  | 3  | 4  | Tot. |
| ------------------ | -- | -- | -- | -- | ---- |
| スーパーソニックス | 27 | 18 | 20 | 23 | 88   |
| ブルズ             | 23 | 23 | 30 | 16 | 92   |

#### 第3戦
ソニックスのファンはリーグでも最も騒がしい観客として有名だったが、彼らのチームがキーアリーナに戻ってきた第3戦では、さしものソニックスファンも沈黙せざるをえなかった。試合序盤から快調に飛ばしたブルズは前半だけで62-38の24点差をつけてソニックスを圧倒。最終スコアも108-86とブルズが完勝し、3連勝を飾って早くも優勝に王手を掛けた。ブルズはジョーダンが36得点、ルーク・ロングリーが19得点、負傷したハーパーのかわりに先発出場したクーコッチは14得点7リバウンド7アシスト、ピッペンは12得点8リバウンド9アシストを記録した。
| Team               | 1  | 2  | 3  | 4  | Tot. |
| ------------------ | -- | -- | -- | -- | ---- |
| ブルズ             | 34 | 28 | 13 | 33 | 108  |
| スーパーソニックス | 16 | 22 | 23 | 25 | 86   |

#### 第4戦
強気な性格で有名なペイトンは第1戦の敗戦の後も「我々はブルズをやっつける」と豪語していたが、3連敗という事実を前に「ジョーダンのいるチームには勝てない」と漏らした。しかし追い詰められた第4戦ではジョーダン、ピッペン、ハーパーのブルズの先発3人が揃ってシュートスランプに陥り、一方ソニックスはここまで常にチームを牽引してきたケンプと、試合前には弱気な発言をしたペイトンが奮起。第3戦とは逆に107-86と大差をつけてブルズを降した。ソニックスはケンプが25得点11リバウンド、ペイトンが21得点11アシスト、ハーシー・ホーキンスが18得点、サム・パーキンスは17得点を記録。一方ブルズはジョーダンが23得点をあげるもFG成功率は31.6%とシュートに苦しみ、ピッペンも一桁得点に終わった。
| Team               | 1  | 2  | 3  | 4  | Tot. |
| ------------------ | -- | -- | -- | -- | ---- |
| ブルズ             | 21 | 11 | 31 | 23 | 86   |
| スーパーソニックス | 25 | 28 | 31 | 23 | 107  |

#### 第5戦
ソニックスのディフェンスがリーグトップのオフェンス力を誇ったブルズを封じ込め、89-78で3連敗から起死回生の2連勝を飾った。ソニックスはペイトン、ケンプ、ホーキンスの3人が20得点以上を記録。一方のブルズはジョーダンが26得点を記録したがチーム全体のFG成功率が37.7%とソニックスのディフェンスに完全に抑え込まれた形となり、また78得点は当時のブルズのファイナル最低スコアだった。チームと共にリーグで最も騒がしい観客として復活したソニックスファンは、ブルズをシカゴに送り返し、大声援で彼らのチームを送り出した。
| Team               | 1  | 2  | 3  | 4  | Tot. |
| ------------------ | -- | -- | -- | -- | ---- |
| ブルズ             | 18 | 24 | 18 | 18 | 78   |
| スーパーソニックス | 18 | 25 | 19 | 27 | 89   |

#### 第6戦
3連勝からまさかの2連敗で傾きかけたシリーズの流れを取り戻したのは、"バッドボーイズ"時代に2連覇を経験したロッドマンだった。この日は互いのディフェンスがぶつかり合った試合となり、両チームとも90得点を越えないロースコアゲームとなった。このような展開では一つ一つのリバウンドを確実に抑えることが重要となるが、ロッドマンは19リバウンドを記録し、うち11リバウンドはオフェンスリバウンドだった。FG成功率は39.7%と振るわなかったブルズだが、リバウンドではソニックスの35に対し51と圧倒。さらにロッドマンはケンプからはオフェンスファウルを誘ってファウルトラブルに陥れ、ついにはファウルアウトに追いやった。試合は序盤からブルズペースとなり、第3Q中盤にはブルズが12-2の連続得点を決めて、勝敗を決定付けた。最終スコアは87-75。ブルズはジョーダン不在の2シーズンの空白期間を経て、ついに王座奪回に成功した。
| Team               | 1  | 2  | 3  | 4  | Tot. |
| ------------------ | -- | -- | -- | -- | ---- |
| スーパーソニックス | 18 | 20 | 20 | 17 | 75   |
| ブルズ             | 24 | 21 | 22 | 20 | 87   |

ファイナルMVPにはファイナル平均27.3得点5.3アシストを記録したジョーダンが選ばれた。これによりジョーダンは得点王、オールスターMVP、シーズンMVP、ファイナルMVPの四冠を達成した、史上初めての選手となった。バッシングに追いやられるような形で引退し、そして「I'm Back」という短い言葉と共に復帰。しかし若い世代の台頭の前に挫折を味わった末に、「I'll be Back」という言葉と共に最高の選手となって戻ってきたジョーダンは、これ以上ない完璧な形で復活を遂げたのである。
ブルズがレギュラーシーズンからポストシーズンの間に記録した87勝13敗はNBA史上最高記録である。ブルズはジョーダンにピッペン、ロッドマンの強力なビッグスリーに、ファイナルでは全試合で二桁得点をあげる活躍を見せたクーコッチ、優秀なディフェンダーのハーパー、シューターのスティーブ・カーと充実した陣容を誇り、以後もリーグに君臨することになる。この優勝はジョーダンと王者ブルズの完全復活を告げる共に、後期ブルズ王朝の幕開けとなった。
一方のソニックスも1990年代終わりまでをリーグ屈指の強豪として過ごすが、ファイナルに勝ち進むことはなかった。ソニックス、現オクラホマシティ・サンダーが次にファイナルに進出するのは16年後の2012年である。

#### 結果
| 第1戦                                                                               | 6月5日  | スーパーソニックス | 90  | ブルズ             | 107 | 1-0 | 1 |
| 第2戦                                                                               | 6月7日  | スーパーソニックス | 88  | ブルズ             | 92  | 2-0 | 2 |
| 第3戦                                                                               | 6月9日  | ブルズ             | 108 | スーパーソニックス | 86  | 3-0 | 3 |
| 第4戦                                                                               | 6月12日 | ブルズ             | 86  | スーパーソニックス | 107 | 3-1 | 4 |
| 第5戦                                                                               | 6月14日 | ブルズ             | 78  | スーパーソニックス | 89  | 3-2 | 5 |
| 第6戦                                                                               | 6月16日 | スーパーソニックス | 75  | ブルズ             | 87  | 4-2 | 6 |
| シカゴ・ブルズ 4-2 シアトル・スーパーソニックス ファイナルMVP：マイケル・ジョーダン |         |                    |     |                    |     |     |   |

シアトル・スーパーソニックス　コーチ：ジョージ・カール

20 ゲイリー・ペイトン |
40 ショーン・ケンプ |
11 デトレフ・シュレンプ |
33 ハーシー・ホーキンス |
14 サム・パーキンス |
17 ヴィンセント・アスキュー |
50 アーヴィン・ジョンソン |
34 フランク・ブリコウスキー |
10 ネイト・マクミラン |
25 デビッド・ウィンゲート |
1 シェレル・フォード |
3 エリック・スノウ |
55 スティーヴ・シェフラー |

## ラストシーズン
- ジェームス・エドワーズ　（1977-96）　身長216センチで屈強なセンターだったがのべ9チームを渡り歩いたジャーニーマンだった。デトロイト・ピストンズ時代にはビル・レインビアの控え選手として連覇に貢献し、ラストシーズンもシカゴ・ブルズで3つ目のチャンピオンリングを手に入れた。19シーズン、40歳までプレイした数少ない選手。
- マジック・ジョンソン　（1979-91, 95-96）　2度目の引退。引退後も事業家、解説者など、多岐に渡って活躍中。
- ジェフ・マローン　（1983-96）　非凡な得点力を誇ったシューティングガード。全盛期をワシントン・ブレッツとユタ・ジャズで過ごした。引退後はコーチ職に転向。
- ドック・リバース　（1983-96）　80年代の強豪アトランタ・ホークスで活躍し、キャリアの大半を強豪チームで過ごした。引退後はコーチ職に転向。
- アルヴィン・ロバートソン　（1984-96）　サンアントニオ・スパーズ時代はリーグ屈指のディフェンダーとして活躍。史上4人しかいないクアドルプル・ダブルの達成者。
- マイケル・アダムス　（1985-96）　引退後はコーチ職に転向。
- スコット・スカイルズ　（1986-96）　NBAを離れてからはギリシャに渡り、PAOKテッサロニキでプレイした。引退後はコーチ職に転向。
- リチャード・デュマス　（1992-96）　2巡目指名ながらルーキーイヤーから活躍し、いきなりファイナルの大舞台を経験したが、以後伸び悩びNBAキャリアは僅か3シーズンで終わった。その後もヨーロッパに渡ってプレイを続け、2003年に現役から引退した。